# Karl Gottlieb von Windisch
Karl Gottlieb von Windisch (28. ledna 1725 Bratislava – 30. března 1793) byl německý spisovatel, známý zejména díky své knize Briefe über den Schachspieler von Kempelen nebst drey Kupferstichen die diese berühmte Maschine vorstellen o šachovém stroji Turek.
Svou knihu napsal poté, co navštívil několik představení rakousko-uherského vynálezce Wolfganga von Kempelen s jeho údajným šachovým automatem. Kniha byla přeložena i do anglického jazyka (pod názvem Inanimate Reason; or a Circumstantial Account of That Astonishing Piece of Mechanism, M. de Kempelen's Chess-Player; Now Exhibiting at No. 9 Savile-Row, Burlington Gardens) a později byla často citována dalšími autory, kteří se pokoušeli tajemství stroje odhalit.